# Israel Corporation
Израильская корпорация (ивр. החברה לישראל‎), также Israel Corp — крупнейшая холдинговая компания Израиля. Основана в 1968 году правительством Государства Израиль.
Основные активы — являются предприятия по производству удобрений и специальных химикатов, энергетики, судоходства и транспорта. Israel Corp входит (2024 год) в индекс ведущих акций (TA-35) Тель-Авивской фондовой биржи.

## История
Компания Israel Corp была основана в 1968 году правительством Израиля вместе с Шаулем Айзенбергом, который был одним из первых стратегических иностранных инвесторов в истории Израиля. Это была инициатива министра финансов Пинхаса Сапира из Израильской Лейбористской партии, который изменил Закон о поощрении капитальных вложений для привлечения иностранных инвестиций (Закон Айзенберга освобождал от налогов на 30 лет и предоставлял другие льготы).
В 1975 году генеральный директор Israel Corp Михаэль Цур был приговорен к 15 годам тюремного заключения за растрату, кражу, мошенничество и взяточничество. Он был освобождён из тюрьмы в 1981 году.
В 1982 году компания была зарегистрирована на Тель-Авивской фондовой бирже. После смерти Айзенберга в 1998 году семья продала контроль над компанией семье Офер.
В 2007 году 55 % акций компании принадлежали Ofer Brothers Group, 18 % — банку Леуми, а остальная часть — акционерам.

## Основные холдинги
Основными холдингами Israel Corp являются Israel Chemicals, BAZAN Group, Tower Semiconductor, Kenon Holdings и ЦИМ.

## Критика
Корпорация подверглась критике в документальном фильме «Система Шакшуки». В фильме было показано влияние крупного бизнеса на израильскую политику и израильские СМИ для подавления потенциальной критики. Среди основных обвинений, представленных в фильме, была продажа Базана, в ходе которой доля компании была выкуплена казначейством Израиля за сумму, которую многие считали завышенной, при том, что Israel Corp. была связана соглашение о возвращении своей доли государству без компенсации.